# Mięsień odwodziciel palca małego (stopa)

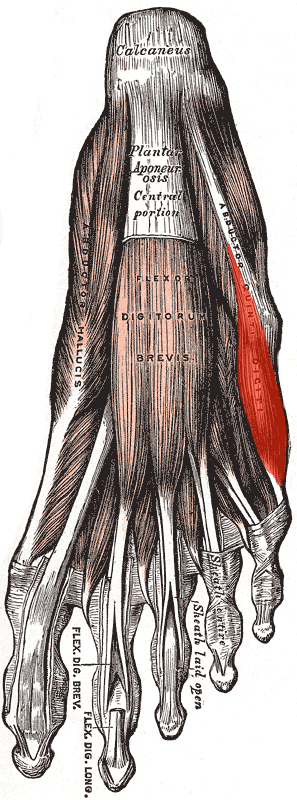
Mięsień odwodziciel palca małego oznaczony na czerwono

Mięsień odwodziciel palca małego (łac. musculus abductor digiti minimi) – w anatomii człowieka mięsień stopy należący do mięśni wyniosłości bocznej, najdłuższy i najbardziej powierzchownie leżący mięsień tej grupy. Przyczep początkowy mięśnia obejmuje wyrostek boczny guza piętowego, powierzchnię dolną kości piętowej pomiędzy jej wyrostkami oraz rozcięgno podeszwowe. Ścięgno mięśnia kończy się na podstawie paliczka bliższego małego palca oraz na guzowatości V kości śródstopia. Mięsień przyśrodkowo sąsiaduje z mięśniem czworobocznym podeszwy i zginaczem krótkim palców. Przykrywa mięsień zginacz krótki palca małego oraz ścięgno mięśnia strzałkowego długiego, natomiast jego tylna część jest przykryta przez rozcięgno podeszwowe.
Unaczynienie mięśnia pochodzi od tętnicy podeszwowej bocznej, unerwienie zaś od nerwu podeszwowego bocznego.
Mięsień zgina i w małym stopniu odwodzi (przeważnie tylko u dzieci) mały palec w stawie śródstopno-paliczkowym. Podtrzymuje również podłużne sklepienie stopy.